# Безэлектродный разряд
Безэлектродный разряд — вид высокочастотного или импульсного разряда, наблюдающийся в отсутствие каких-либо электродов в разрядной области. Различают разряды E- и H-типов. В первом случае разрядный ток является током смещения, во втором — индукционным.

## Физика разряда
Безэлектродный разряд развивается за счёт объёмной ионизации газа в высокочастотном электромагнитном поле. При этом обычно процессы на поверхности камеры, в которой происходит разряд, не играют существенной роли. Исключение составляют разряды в газах очень низкого давления, в которых длина свободного пробега электрона превышает размеры камеры. В этом случае параметры разряда определяются величиной вторичной эмиссии электронов со стенок.
Характеристики безэлектродных разрядов зависят от наличия и величины магнитного поля, в котором развивается разряд. В частности, при помещении в магнитное поле снижается интенсивность электромагнитного поля, необходимая для зажигания разряда E-типа. В сильном магнитном поле меняется характер зажигания разряда H-типа.

## Использование
Безэлектродные разряды нашли широкое применение в технике. Например, безэлектродные разряды используются в ионных ускорителях в качестве источников ионов. Применяются такие разряды также и в спектральном анализе газовых смесей.
Особо важно отметить, что безэлектродный разряд является основным источником получения плазмы в установках термоядерного синтеза с магнитным удержанием плазмы, например, в токамаках и стеллараторах. В этом случае образующаяся плазма нагревается до экстремально высоких температур и не должна контактировать со стенками камеры. Это достигается, во-первых, за счёт использования безэлектродного разряда — плазма генерируется вдали от стенок или других твердотельных поверхностей — а во-вторых, за счёт использования сильного магнитного поля, удерживающего разогретую плазму.